# Leandro Damião
Leandro Damião da Silva dos Santos (Jardim Alegre, 22 de julho de 1989) é um ex-futebolista brasileiro que atuava como centroavante.
Individualmente, é o 10° maior artilheiro da história do Internacional, com 108 gols, empatado com Adãozinho.

## Carreira

### Início
Nascido no interior paranaense, o jovem Leandro foi para São Paulo logo cedo, residente do bairro do Jardim Ângela onde despontou aos dezessete anos, nos campos de areia de várzea da capital paulista. Damião foi apresentado à várzea em 2006, por seu primo. Após ser reprovado em testes para times grandes de São Paulo, Damião partiu de volta ao sul, desta vez para Santa Catarina, onde foi fazer testes em equipes da primeira divisão do estado. Na primeira peneira, foi improvisado como volante e foi reprovado, implorou com seu pai por uma nova oportunidade no dia seguinte, alegando que era centroavante, passou no teste que foi feito no Hermann Aichinger (Atlético de Ibirama).
Damião, por conta da idade, foi emprestado para uma equipe menor. Jogou a Série C de 2008 pelo Marcílio Dias, mas despontou mesmo no ano seguinte, ao marcar 12 gols no Campeonato Catarinense pelo Atlético de Ibirama, o que lhe rendeu uma oferta do Inter.

### Categorias de base
O atacante chegou ao Internacional em 2009, depois de se destacar no Campeonato Catarinense, e o Atlético Ibirama ter aceito a oferta do clube. No início foi integrado às categorias de base do Inter, para aperfeiçoar fundamentos básicos do futebol, pois havia jogado na várzea e ido direto ao profissional. O começo foi difícil, irregular e por pouco ele não deixou a equipe. Um dos problemas reconhecidos pelo próprio atacante era a falta de trabalho de base; Damião teve de se aperfeiçoar ao lado de jogadores que treinavam desde pequeno. Com 20 anos, demonstrava algumas deficiências, mas a garantia estava no faro de gols.

### Internacional B
Ainda na primeira temporada conseguiu espaço no Inter B, sendo o artilheiro na campanha vitoriosa da Copa FGF.
Em 2010, ele ganhou uma chance como titular nas primeiras rodadas do Campeonato Gaúcho. Enquanto os principais jogadores estavam de férias, o time B jogava o estadual. Damião se destacou, marcou gols e foi integrado ao grupo principal pelo treinador Jorge Fossati.

### Internacional
Ainda em 2010 entrou no decorrer do segundo jogo da final da Copa Libertadores contra o Chivas Guadalajara fazendo um gol na vitória por 3–2, que deu o título ao Colorado.

#### 2011
Nesse 2011 assumiu a titularidade e a camisa 9 do Internacional. Foi campeão, melhor jogador e artilheiro do Campeonato Gaúcho, com 17 gols em 13 jogos, totalizando a média de 21 gols em 21 jogos até o mês de março. Uma média muito alta, esta mesma que já tinha feito ele chegar à Seleção Brasileira.
No dia 21 de agosto, no jogo contra o Flamengo, no Beira-Rio, o jogador fez um jogo exuberante. Deu uma assistência, de calcanhar, deixando Índio livre, para marcar o primeiro gol colorado no jogo. No segundo tempo, marcou o gol mais bonito de sua carreira: acertou uma bela bicicleta, empatando o jogo em 2–2. Já no dia 24 de agosto, conquistou o seu terceiro título como profissional, a Recopa Sul-Americana, mais uma vez sendo protagonista. No primeiro jogo da final, marcou o gol do colorado na derrota por 2–1 para o Independiente, na Argentina. No jogo da volta, marcou dois belos gols na vitória do Internacional por 3–1, no Beira-Rio, e conquistou o bicampeonato da Recopa Sul-Americana.
No dia 11 de setembro, fez uma partida brilhante contra o Palmeiras, no Pacaembu, em São Paulo, ao marcar os três gols da vitória por 3–0 da equipe colorada. O último deles foi um golaço: recebeu passe de Ilsinho, driblou o zagueiro, o goleiro e, quase dentro do gol, olhou para o lado, e estufou as redes. Em 21 de setembro, no jogo contra o Figueirense, no Orlando Scarpelli, Damião sentiu uma lesão muscular na coxa direita e ficou de fora dos gramados por cerca de um mês, desfalcando a Seleção Brasileira entre setembro e outubro. O jogador chorou enquanto assistia ao resto da partida no banco de reservas.
No dia 14 de outubro, após quase 25 dias fazendo fisioterapia para tratar a lesão no adutor da coxa direita, o jogador, já recuperado, correu em volta do gramado por cerca de 30 minutos, sem sentir dores. A previsão inicial era de que ele voltaria aos gramados apenas no dia 6 de novembro, após 45 dias, mas voltara antes, no dia 30 de outubro, oito dias antes do esperado. Voltou aos gramados contra o Atlético Goianiense.
Já no dia 7 de novembro, o jogador anunciou em seu Twitter, junto com Ronaldo, que a 9ine cuidará dos assuntos referentes à sua imagem. Ele juntou-se aos craques Neymar e Falcão, além de Lucas e do lutador Anderson Silva. Em 20 de novembro, o jogador reencontrou o caminho do gol: marcou contra o Botafogo, no Engenhão, em jogo válido pela 36ª rodada do Campeonato Brasileiro, que acabou em 2–1 para os visitantes. No dia 27 de dezembro, após seguidas especulações sobre a saída de Damião, o Internacional estipulou uma nova multa rescisória em seu contrato: 50 milhões de euros.

#### 2012
Em 25 de janeiro, no jogo contra o Once Caldas, no estádio Beira-Rio, pela primeira fase da Copa Libertadores da América, o jogador marcou o único gol da partida, após receber passe de Andrés D'Alessandro.
Depois de quase um mês sem marcar, Damião deslanchou: entre os dias 22 de fevereiro e 10 de março, o jogador fez quatro gols em quatro jogos, contra Grêmio, Ypiranga de Erechim, Santos e Santa Cruz-RS. No jogo contra a equipe paulista, o jogador se tornou o maior artilheiro colorado na Libertadores, com sete gols, superando Fernandão e Giuliano, ambos com seis.
No dia 13 de março, Damião marcou três gols na goleada de 5–0 sobre o The Strongest, da Bolívia, no Beira-Rio, pela Libertadores. Tornou-se o artilheiro da competição, com cinco gols, além de ter chegado a dez gols com a camisa do Internacional na Libertadores. No seu centésimo jogo com a camisa do Inter, dia 17 de março, contra o Juventude, no Beira-Rio, Damião fez dois gols, na goleada por 7–0.
Em 16 de abril, Ronaldo concedeu uma entrevista para o site da FIFA e elegeu Damião como o seu substituto na Seleção Brasileira, e foi só elogios ao camisa 9: "Ele é alto, forte, ótimo goleador, sabe cabecear e tem habilidade com os dois pés. Vai desempenhar um papel importante em 2014."
No dia 13 de maio, ao marcar o gol do título gaúcho, na vitória de 2–1 sobre o Caxias, no Beira-Rio, Damião igualou a marca de Baltazar, que foi artilheiro do Campeonato Gaúcho duas vezes consecutivas. Feito este que não era alcançado há 31 anos.

### Santos
Em 16 de dezembro de 2013, o Santos anunciou oficialmente sua contratação por cinco anos. A empresa Doyen Sports, que adquiriu os direitos econômicos do jogador, revelou ter pago R$ 41 milhões pelo atleta, sendo que seu provável valor de mercado estava em torno de R$ 21 milhões. O grupo Doyen possuía negócios diversos -  nas áreas de recursos naturais, energia, setor imobiliário, hotelaria, entretenimento e desporto, mas com sede em uma casa em Malta. As implicações da investigação deste caso levaram à alguns escândalos em clubes portugueses, como o Sporting e o Porto. Este caso levou a FIFA, em 2014, a proibir a participação de terceiros que não fossem clubes de futebol e os próprios jogadores a possuírem direitos econômicos de futebolistas.
Damião estreou no dia 7 de fevereiro de 2014, na vitória por 3–1 em cima do Linense, em partida válida pelo Campeonato Paulista. Marcou seu primeiro gol pelo Santos na vitória por 2–1 diante do Atlético Sorocaba. Não correspondeu às expectativas e ao investimento do clube, tendo perdido gols incríveis e sendo contestado pela torcida.

### Cruzeiro
Chegou ao Cruzeiro por empréstimo no dia 29 de dezembro de 2014. O jogador marcou o primeiro gol pela equipe estrelada numa vitória por 3–1 sobre o Guarani, em partida válida pelo Campeonato Mineiro.
Não teve seu contrato de empréstimo renovado, sendo assim, voltando ao Santos. Damião terminou o ano como artilheiro da equipe, com 18 gols.

### Betis
No dia 4 de fevereiro, Leandro Damião foi anunciado como reforço do Betis e assinou até 30 de junho de 2016. Não recebeu muitas oportunidades, participando de apenas 34 minutos no empate de 2–2 contra o Rayo Vallecano, 64 minutos na derrota de 1–0 para o Málaga e 31 minutos na derrota de 5–1 para o Atlético de Madrid. Disputou posição com Rubén Castro e Jorge Molina, duas lideranças da equipe e ídolos da torcida do Betis, além do holandês Ricky van Wolfswinkel.

### Flamengo
No dia 14 de julho de 2016, foi anunciado como novo jogador do Flamengo. Estreou no dia 13 de agosto, na derrota por 1–0 contra o Sport. Já no dia 21 de agosto, marcou seu primeiro gol pelo Flamengo em jogo contra o Grêmio, convertendo o pênalti na vitória por 2–1. No jogo seguinte, contra a Chapecoense, na Arena Condá, voltou a balançar as redes, na vitória por 3–1.
No dia 11 de março de 2017, em jogo contra a Portuguesa da Ilha, marcou seu primeiro hat-trick pelo Flamengo com apenas 35 minutos de jogo. Fez assim não só seus primeiros gols oficiais na temporada 2017, como teve sua melhor atuação com a camisa rubro-negra. Já no dia 13 de abril, acertou a renovação de contrato com o Flamengo. O vínculo do jogador seria encerrado no dia 31 de agosto, mas o compromisso foi prorrogado até 31 de dezembro deste ano.

### Retorno ao Internacional
Em 19 de julho de 2017, acertou seu retorno ao Internacional por empréstimo do Santos, por um ano. Logo na reestreia pelo Inter, marcou um gol de pênalti contra o Goiás, em partida que terminou 3–0 pro time colorado.
Tendo sido titular do time e recuperando o bom futebol, Damião marcou oito gols na Série B, aproximando-o do centésimo gol pelo Inter. No dia 23 de janeiro, o Inter prorrogou o empréstimo de Damião por mais seis meses.
No dia 21 de fevereiro de 2018, marcou contra o Remo na Copa do Brasil e se igualou a Christian na lista dos artilheiros colorados, com 98 gols. Logo em seguida, sofreu com uma lesão na cervical que o deixou afastado dos gramados por dois meses. Só voltaria a marcar no dia 27 de maio, contra o Corinthians, alcançando a marca de 99 gols pelo Inter. Chegou ao centésimo gol em um jogo contra o Santos, na 11ª rodada do Brasileirão.
No dia 11 de dezembro, o Internacional anunciou que encerrou as negociações pra renovação de contrato com Leandro Damião, depois que o atleta comunicou ao clube que recebeu um proposta irrecusável do exterior. Damião deixou o clube gaúcho como o décimo maior artilheiro do clube, com 109 gols.

### Kawasaki Frontale
Foi anunciado pelo Kawasaki Frontale no dia 14 de dezembro de 2018, equipe japonesa inspirada no Grêmio, grande rival do ex-clube do jogador. Realizou sua estreia no dia 16 de fevereiro de 2019, marcando o único gol da vitória contra o Urawa Red Diamonds, que garantiu o título da Supercopa do Japão.
Em novembro de 2020, sagrou-se campeão do Campeonato Japonês.
Já em 2021, iniciou o ano com o pé direito ao conquistar o título da Copa do Imperador no dia 1 de janeiro. Ainda em 2021, foi bicampeão consecutivo do Campeonato Japonês, sendo o vice artilheiro da competição, com 17 gols. Ao final da temporada, Leandro Damião foi eleito o melhor jogador do Campeonato Japonês. O centroavante brasileiro foi o primeiro estrangeiro dos últimos 16 anos a levar um prêmio deste tipo.
Em 18 de junho de 2022, atingiu a marca de 550 jogos na carreira, com 220 gols marcados. Já no dia 2 de julho, atingiu marca de 150 jogos no Kawasaki Frontale, com 65 gols e 20 assistências.
Leandro Damião encerrou sua passagem no clube asiático com 178 jogos, 71 gols marcados e 27 assistências distribuídas. O atacante conquistou dois Campeonatos Japoneses, duas Supercopas do Japão, uma Copa da Liga Japonesa e duas Copas do Imperador.

### Coritiba
Foi oficializado como reforço do Coritiba no dia 8 de fevereiro de 2024, assinando contrato até o final da temporada. Realizou sua estreia no dia 3 de março, balançando as redes na goleada por 4–0 contra o Cianorte, pela partida de ida das quartas de final do Campeonato Paranaense. Em julho, no entanto, o time decidiu rescindir o seu contrato para enxugar a folha salarial. Em cinco meses defendendo a camisa do Coxa, Damião teve uma passagem apagada e não correspondeu às expectativas. Ao todo, o atacante disputou 16 jogos e balançou as redes apenas três vezes.

### Aposentadoria
No dia 11 de abril de 2025, Leandro Damião anunciou aposentadoria do futebol profissional. Aos 35 anos, o jogador divulgou um vídeo nas redes sociais comunicando a decisão de pendurar as chuteiras. Ele estava sem clube desde a saída do Coritiba, em julho de 2024.

## Seleção Nacional

### Sub-23
Foi convocado para os Jogos Olímpicos de Londres, e inscrito com a camisa número 9. No primeiro jogo, contra o Egito, marcou um dos gols na vitória por 3–2, após receber assistência de Oscar. No segundo jogo, contra a Bielorrússia, Alexandre Pato começou como titular e Damião ficou os 90 minutos no banco de reservas. Já no terceiro confronto, contra a Nova Zelândia voltou a ser titular, e foi o grande destaque da partida, com um gol, uma assistência e uma falta sofrida em que originou o terceiro gol brasileiro na goleada de 3–0, além de ter aplicado a tradicional lambreta em um zagueiro neozelandês. Nas quartas-de-final, marcou dois gols contra Honduras, sendo decisivo na vitória de virada por 3–2. Na semifinal, em partida contra a Coreia do Sul, marcou mais dois gols na vitória por 3–0, praticamente carimbando a artilharia dos Jogos Olímpicos com seis gols, uma vez que o vice-artilheiro Pape Moussa Konaté, de Senegal, havia marcado cinco gols na competição.

### Principal

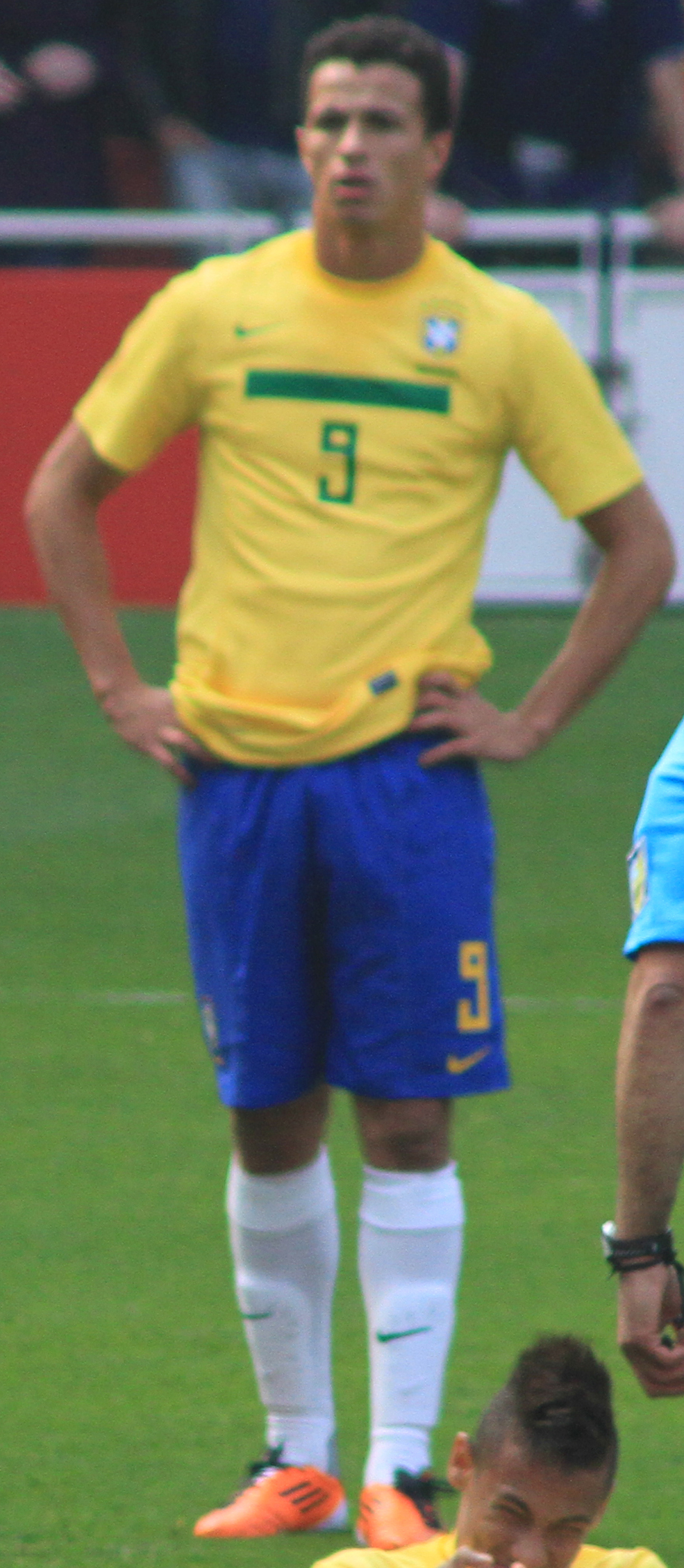
Damião atuando pelo Brasil em 2011

No dia 21 de março de 2011, Leandro Damião foi convocado pela primeira vez para a Seleção Brasileira, sob o comando do técnico Mano Menezes. A lista foi para o amistoso contra a Escócia, em Londres. O Brasil venceu o jogo por 2–0. Posteriormente, foi convocado para a partida contra Gana, em Londres, no dia 5 de setembro, quando começou jogando com a camisa 9, e marcou o seu primeiro gol pela Seleção na vitória por 1–0.
Foi convocado para a sequência de dois jogos amistosos que foram realizados contra a Argentina, válidos pelo Superclássico das Américas de 2011. O primeiro deles, em 14 de setembro, terminou em 0–0. Damião foi o autor de duas oportunidades reais de gol, e acertou a trave em ambas. Sem gols, o destaque acabou sendo o belo lance protagonizado pelo jogador: aplicou uma lambreta em Emiliano Papa, invadiu a área e finalizou, por cobertura, acertando a trave. O público presente no estádio, em sua grande maioria argentinos, aplaudiu o jogador brasileiro.
No segundo confronto, o jogador foi cortado por conta de uma contusão na coxa, e, consequentemente, não foi chamado para os amistosos contra Costa Rica e México. Voltou à seleção no primeiro jogo do ano de 2012, na vitória por 2–1 contra a Bósnia e Herzegovina.
No dia 11 de maio de 2012, o jogador foi convocado para os amistosos contra Dinamarca, Estados Unidos, México e Argentina, que foram realizados entre os dias 26 de maio e 9 de junho. Foi titular nos quatro jogos, mas não teve boas atuações. Porém, contra a Argentina, fez uma boa jogada de pivô e deu a assistência para Oscar marcar um gol.
Damião foi convocado para a Copa das Confederações de 2013, porém foi cortado devido a uma lesão muscular na coxa, após se machucar durante um treino coletivo da Seleção Brasileira. Para seu lugar foi chamado o centroavante Jô.

## Estatísticas
Atualizadas até 21 de maio de 2019

### Clubes
| Clube               | Temporada         | Campeonato nacional | Campeonato nacional | Campeonato nacional | Copa nacional[a] | Copa nacional[a] | Copa nacional[a] | Competições continentais[b] | Competições continentais[b] | Competições continentais[b] | Outros torneios[c] | Outros torneios[c] | Outros torneios[c] | Total | Total | Total   |
| Clube               | Temporada         | Jogos               | Gols                | Assist.             | Jogos            | Gols             | Assist.          | Jogos                       | Gols                        | Assist.                     | Jogos              | Gols               | Assist.            | Jogos | Gols  | Assist. |
| ------------------- | ----------------- | ------------------- | ------------------- | ------------------- | ---------------- | ---------------- | ---------------- | --------------------------- | --------------------------- | --------------------------- | ------------------ | ------------------ | ------------------ | ----- | ----- | ------- |
| XV de Indaial       | 2007              | —                   | —                   | —                   | —                | —                | —                | —                           | —                           | —                           | 0                  | 0                  | 0                  | 0     | 0     | 0       |
| XV de Indaial       | Total             | 0                   | 0                   | 0                   | 0                | 0                | 0                | 0                           | 0                           | 0                           | 0                  | 0                  | 0                  | 0     | 0     | 0       |
| Marcílio Dias       | 2008              | 0                   | 0                   | 0                   | —                | —                | —                | —                           | —                           | —                           | —                  | —                  | —                  | 0     | 0     | 0       |
| Marcílio Dias       | Total             | 0                   | 0                   | 0                   | 0                | 0                | 0                | 0                           | 0                           | 0                           | 0                  | 0                  | 0                  | 0     | 0     | 0       |
| Tubarão             | 2008              | —                   | —                   | —                   | —                | —                | —                | —                           | —                           | —                           | 26                 | 11                 | 0                  | 26    | 11    | 0       |
| Tubarão             | Total             | 0                   | 0                   | 0                   | 0                | 0                | 0                | 0                           | 0                           | 0                           | 26                 | 11                 | 0                  | 26    | 11    | 0       |
| Atlético de Ibirama | 2009              | —                   | —                   | —                   | —                | —                | —                | —                           | —                           | —                           | 18                 | 12                 | 0                  | 18    | 12    | 0       |
| Atlético de Ibirama | Total             | 0                   | 0                   | 0                   | 0                | 0                | 0                | 0                           | 0                           | 0                           | 18                 | 12                 | 0                  | 18    | 12    | 0       |
| Internacional B     | 2009              | —                   | —                   | —                   | —                | —                | —                | —                           | —                           | —                           | 0                  | 0                  | 0                  | 0     | 0     | 0       |
| Internacional B     | Total             | 0                   | 0                   | 0                   | 0                | 0                | 0                | 0                           | 0                           | 0                           | 0                  | 0                  | 0                  | 0     | 0     | 0       |
| Internacional B     | 2010              | 25                  | 7                   | 0                   | —                | —                | —                | 1                           | 1                           | 0                           | 9                  | 4                  | 2                  | 35    | 12    | 2       |
| Internacional B     | 2011              | 28                  | 14                  | 7                   | —                | —                | —                | 10                          | 7                           | 4                           | 13                 | 17                 | 1                  | 53    | 40    | 12      |
| Internacional B     | 2012              | 19                  | 7                   | 2                   | —                | —                | —                | 10                          | 6                           | 0                           | 14                 | 11                 | 2                  | 43    | 24    | 4       |
| Internacional B     | 2013              | 26                  | 5                   | 4                   | 5                | 0                | 1                | —                           | —                           | —                           | 19                 | 8                  | 5                  | 50    | 13    | 10      |
| Internacional B     | 2017              | 17                  | 8                   | 1                   | —                | —                | —                | —                           | —                           | —                           |                    |                    |                    | 17    | 8     | 1       |
| Internacional B     | 2018              | 26                  | 10                  | 3                   | 2                | 1                | 0                | —                           | —                           | —                           | 4                  | 0                  | 0                  | 32    | 11    | 3       |
| Total               | 98                | 33                  | 13                  | 5                   | 0                | 1                | 21               | 14                          | 4                           | 55                          | 40                 | 10                 | 181                | 89    | 28    |         |
| Santos              | 2014              | 26                  | 6                   | 1                   | 5                | 0                | 3                | 0                           | 0                           | 0                           | 13                 | 5                  | 3                  | 44    | 11    | 7       |
| Santos              | Total             | 26                  | 6                   | 1                   | 5                | 0                | 3                | 0                           | 0                           | 0                           | 13                 | 5                  | 3                  | 44    | 11    | 7       |
| Cruzeiro            | 2015              | 23                  | 4                   | 2                   | 2                | 1                | 0                | 9                           | 4                           | 0                           | 14                 | 9                  | 4                  | 48    | 18    | 6       |
| Cruzeiro            | Total             | 23                  | 4                   | 2                   | 2                | 1                | 0                | 9                           | 4                           | 0                           | 14                 | 9                  | 4                  | 48    | 18    | 6       |
| Betis               | 2015–16           | 3                   | 0                   | 0                   | 0                | 0                | 0                | —                           | —                           | —                           | —                  | —                  | —                  | 3     | 0     | 0       |
| Betis               | Total             | 3                   | 0                   | 0                   | 0                | 0                | 0                | 0                           | 0                           | 0                           | 0                  | 0                  | 0                  | 3     | 0     | 0       |
| Flamengo            | 2016              | 15                  | 2                   | 1                   | —                | —                | —                | 1                           | 0                           | 0                           | —                  | —                  | —                  | 16    | 2     | 1       |
| Flamengo            | 2017              | 7                   | 3                   | 0                   | 3                | 1                | 1                | 2                           | 0                           | 0                           | 12                 | 5                  | 0                  | 24    | 9     | 1       |
| Flamengo            | Total             | 22                  | 5                   | 1                   | 2                | 0                | 0                | 4                           | 1                           | 1                           | 12                 | 5                  | 0                  | 40    | 11    | 2       |
| Kawasaki Frontale   | 2019              | 8                   | 4                   | 1                   | 0                | 0                | 0                | 6                           | 2                           | 2                           | 1                  | 1                  | 0                  | 15    | 7     | 3       |
| Kawasaki Frontale   | 2020              | 34                  | 13                  | 4                   | 1                | —                | —                | 1                           | 1                           | —                           | —                  | 39                 | 15                 |       |       |         |
| Kawasaki Frontale   | 2021              | 29                  | 16                  | 3                   | 1                | 5                | 6                | 2                           | 1                           | 1                           | 0                  | 40                 | 24                 |       |       |         |
| Kawasaki Frontale   | Total             | 8                   | 4                   | 1                   | 0                | 0                | 0                | 6                           | 2                           | 2                           | 1                  | 1                  | 0                  | 15    | 7     | 3       |
| Total na carreira   | Total na carreira | 223                 | 70                  | 21                  | 16               | 2                | 4                | 40                          | 21                          | 7                           | 143                | 82                 | 17                 | 415   | 178   | 50      |

- a. ^ Jogos da Copa do Brasil
- b. ^ Jogos da Copa Libertadores da América, Recopa Sul-Americana, Copa Audi e Copa Sul-Americana
- c. ^ Jogos do Campeonato Catarinense - Série C, Copa Santa Catarina, Campeonato Catarinense, Copa FGF, Campeonato Gaúcho, Copa do Mundo de Clubes da FIFA, Copa Audi, Campeonato Paulista, Campeonato Mineiro, Primeira Liga do Brasil e Supercopa do Japão

### Seleção Brasileira
| Ano   |       |      |         |       |
| Ano   | Jogos | Gols | Assist. | Média |
| ----- | ----- | ---- | ------- | ----- |
| 2012  | 6     | 6    | 2       | 1     |
| Total | 6     | 6    | 2       | 1     |

| Ano   |       |      |         |       |
| Ano   | Jogos | Gols | Assist. | Média |
| ----- | ----- | ---- | ------- | ----- |
| 2011  | 4     | 1    | 0       | 0,25  |
| 2012  | 10    | 1    | 1       | 0,1   |
| 2013  | 3     | 1    | 0       | 0,33  |
| Total | 17    | 3    | 1       | 0,17  |

| Ano   |       |      |         |       |
| Ano   | Jogos | Gols | Assist. | Média |
| ----- | ----- | ---- | ------- | ----- |
| 2011  | 4     | 1    | 0       | 0,25  |
| 2012  | 16    | 7    | 3       | 0,43  |
| 2013  | 3     | 1    | 0       | 0,33  |
| Total | 23    | 9    | 3       | 0,39  |

Abaixo estão listados todos jogos e gols do futebolista pela Seleção Brasileira, desde as categorias de base. Abaixo da tabela, clique em expandir para ver a lista detalhada dos jogos de acordo com a categoria selecionada.
Sub-23
|    | Data                 | Local                            | Resultado | Adversário    | Gols | Competição                         |
| -- | -------------------- | -------------------------------- | --------- | ------------- | ---- | ---------------------------------- |
| 1. | 20 de julho de 2012  | Riverside Stadium, Middlesbrough | 2–0       | Grã-Bretanha  | 0    | Amistoso                           |
| 2. | 26 de julho de 2012  | Millennium Stadium, Cardiff      | 3–2       | Egito         | 1    | Jogos Olímpicos de Londres de 2012 |
| 3. | 1 de agosto de 2012  | St. James' Park, Newcastle       | 3–0       | Nova Zelândia | 1    | Jogos Olímpicos de Londres de 2012 |
| 4. | 4 de agosto de 2012  | St. James' Park, Newcastle       | 3–2       | Honduras      | 2    | Jogos Olímpicos de Londres de 2012 |
| 5. | 7 de agosto de 2012  | Old Trafford, Manchester         | 3–0       | Coreia do Sul | 2    | Jogos Olímpicos de Londres de 2012 |
| 6. | 11 de agosto de 2012 | Estádio de Wembley, Londres      | 1–2       | México        | 0    | Jogos Olímpicos de Londres de 2012 |

Seleção principal
|     | Data                    | Local                                            | Resultado | Adversário           | Gol(s) | Competição                      |
| --- | ----------------------- | ------------------------------------------------ | --------- | -------------------- | ------ | ------------------------------- |
| 1.  | 27 de março de 2011     | Emirates Stadium, Londres                        | 2–0       | Escócia              | 0      | Amistoso                        |
| 2.  | 4 de junho de 2011      | Serra Dourada, Goiânia                           | 0–0       | Países Baixos        | 0      | Amistoso                        |
| 3.  | 5 de setembro de 2011   | Craven Cottage, Londres                          | 1–0       | Gana                 | 1      | Amistoso                        |
| 4.  | 14 de setembro de 2011  | Mario Kempes, Córdoba                            | 0–0       | Argentina            | 0      | Superclássico das Américas 2011 |
| 5.  | 28 de fevereiro de 2012 | AFG Arena, São Galo                              | 2–1       | Bósnia e Herzegovina | 0      | Amistoso                        |
| 6.  | 26 de maio de 2012      | Volksparkstadion, Hamburgo                       | 3–1       | Dinamarca            | 0      | Amistoso                        |
| 7.  | 30 de maio de 2012      | FedEx Field, Landover                            | 4–1       | Estados Unidos       | 0      | Amistoso                        |
| 8.  | 3 de junho de 2012      | AT&T Stadium, Dallas                             | 0–2       | México               | 0      | Amistoso                        |
| 9.  | 9 de junho de 2012      | MetLife Stadium, Nova Jersey                     | 3–4       | Argentina            | 0      | Amistoso                        |
| 10. | 15 de agosto de 2012    | Råsunda, Estocolmo                               | 3–0       | Suécia               | 1      | Amistoso                        |
| 11. | 7 de setembro de 2012   | Morumbi, São Paulo                               | 1–0       | África do Sul        | 0      | Amistoso                        |
| 12. | 10 de setembro de 2012  | Arruda, Recife                                   | 8–0       | China                | 0      | Amistoso                        |
| 13. | 19 de setembro de 2012  | Serra Dourada, Goiânia                           | 2–1       | Argentina            | 0      | Superclássico das Américas 2012 |
| 14. | 16 de outubro de 2012   | Miejski, Poznań                                  | 4–0       | Japão                | 0      | Amistoso                        |
| 15. | 6 de abril de 2013      | Ramón Tahuichi Aguilera, Santa Cruz de la Sierra | 4–0       | Bolívia              | 1      | Amistoso                        |
| 16. | 24 de abril de 2013     | Mineirão, Belo Horizonte                         | 2–2       | Chile                | 0      | Amistoso                        |
| 17. | 2 de junho de 2013      | Maracanã, Rio de Janeiro                         | 2–2       | Inglaterra           | 0      | Amistoso                        |

## Títulos
Internacional
- Copa Libertadores da América: 2010
- Campeonato Gaúcho: 2011, 2012 e 2013
- Recopa Sul-Americana: 2011

Flamengo
- Campeonato Carioca: 2017

Kawasaki Frontale
- Supercopa do Japão: 2019 e 2021
- Copa da Liga Japonesa: 2019
- Campeonato Japonês: 2020 e 2021
- Copa do Imperador: 2021

Seleção Brasileira
- Superclássico das Américas: 2011 e 2012
- Medalha de prata nos Jogos Olímpicos: 2012

### Prêmios individuais
- Prêmio Arthur Friedenreich: 2011
- Melhor Jogador do Campeonato Gaúcho: 2011
- Seleção do Campeonato Gaúcho: 2011, 2012 e 2013
- Troféu Mesa Redonda do Campeonato Brasileiro: 2011
- Seleção do Campeonato Mineiro: 2015

### Artilharias
- Campeonato Gaúcho: 2011 (17 gols) e 2012 (11 gols)
- Recopa Sul-Americana: 2011 (3 gols)
- Jogos Olímpicos: 2012 (6 gols)
- Campeonato Mineiro: 2015 (9 gols)